# Calcutta Football League
La Calcutta Football League (CFL) è la competizione calcistica dello stato indiano del Bengala Occidentale, organizzata dalla Indian Football Association (WB) come parte delle leghe statali. È la lega calcistica più antica in Asia.
L'Indian Football Association (IFA) gestisce la CFL con oltre 160 club per lo più con sede a Calcutta. Avviata nel 1898, questa lega è la più antica lega di calcio in Asia e una delle più antiche competizioni di calcio al mondo. La CFL è attualmente composta da un sistema piramidale a sette livelli, con oltre 8.500 giocatori registrati direttamente dall'IFA che partecipano alla CFL ogni anno, rendendola una delle leghe più grandi del paese.

## Storia

### Primi anni (1890-1910)
Nel 1898 l'IFA introdusse un campionato di calcio a due livelli a Calcutta, sulla falsariga dell'English Football League in Inghilterra e Galles. Fino al 1937, la CFL era un torneo importante con partecipazione aperta a tutte le squadre della nazione, ma dopo la fondazione dell'AIFF, la CFL divenne una competizione regionale.
La guarnigione dell'esercito indiano britannico di stanza a Fort William ha svolto un ruolo fondamentale nel dare forma alla Calcutta Football League, schierando numerose squadre insieme ad altri coloni europei.  Le squadre dell'esercito hanno vinto i primi dodici titoli fino al 1933. In otto di quelle dodici occasioni il titolo è stato rivendicato da Calcutta e il resto da Dalhousie . Alle squadre native è stato impedito di partecipare per le prime 15 stagioni e solo i club designati per dipendenti pubblici, mercanti, missionari e altre nazionalità europee hanno costituito il resto della lega, in un esercizio chiaramente progettato per escludere gli indiani di qualsiasi religione.
Nel 1914 l'IFA consentì solo a due club nativi, Mohun Bagan e Aryan, la partecipaziona alla Seconda Divisione della CFL. Il Mohun Bagan ebbe una campagna di successo e ottenne la promozione in Premier Division nella sua stagione di debutto, mentre l'Aryan fu promosso nella massima divisione due anni dopo. Dal 1917 al 1920, la Seconda Divisione fu vinta da altri due club nativi, ovvero il Kumortuli Club (nel 1917, 1918 e 1919) e il Town Club (nel 1920), ma le loro promozioni furono negate a causa della concessione a soli due club nativi di giocare in ogni livello.

### L’ascesa del predominio nativo (1920-1947)
Il 1921 vide l'ascesa dell'East Bengal che iniziò il suo viaggio nella CFL nella Seconda Divisione al posto del Tajhat Club che si era ritirato dalla lega. Tre anni dopo l'East Bengal terminò la Seconda Divisione come vincitore a pari merito con il Camerun B e poiché il Camerun A era nella Premier Division, l'East Bengal ottenne l'opportunità di essere promosso. Poiché due club nativi stavano già giocando nella Premier Division, anche la promozione dell'East Bengal doveva essere respinta. A questo punto, il club chiese degli emendamenti e nella successiva Assemblea Generale dell'IFA, le nove squadre britanniche espressero la loro approvazione, mentre Mohun Bagan e Aryan si opposero. Alla fine la regola che regolava la promozione dei club nativi fu abolita a maggioranza.

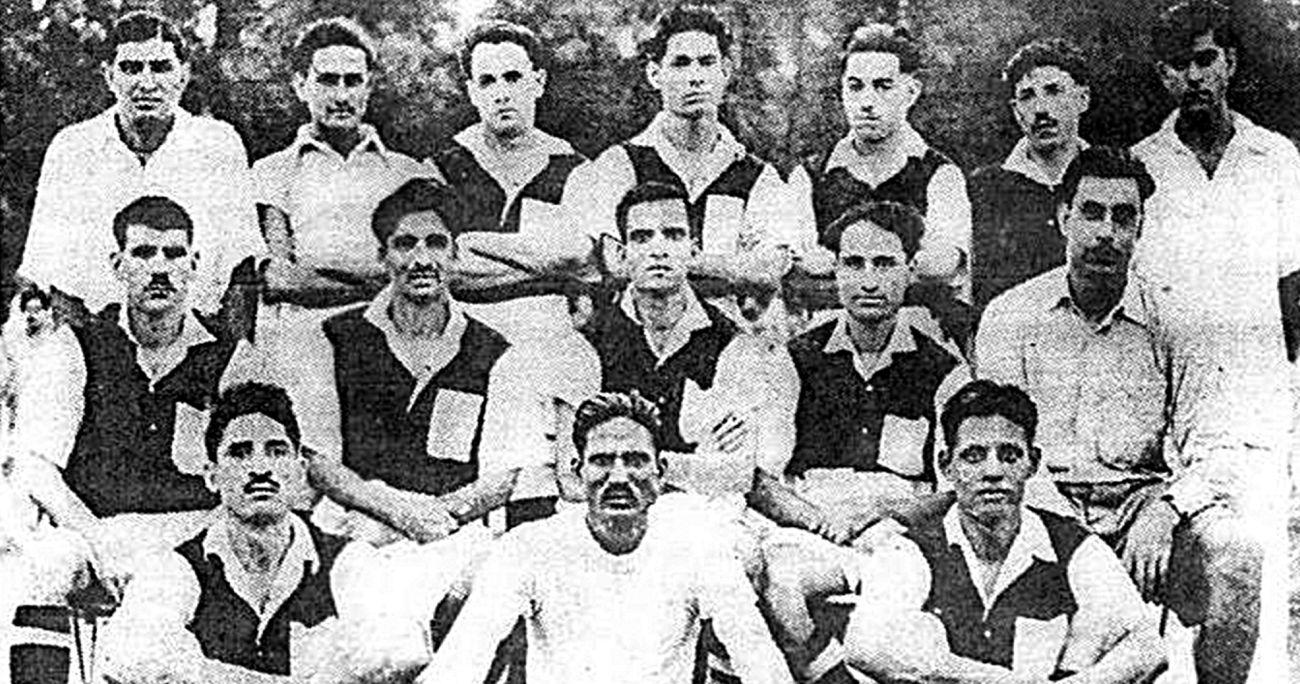
Mohammedan, il primo club nativo indiano a vincere la Calcutta Football League

Anche se i club nativi ottennero più opportunità, il predominio britannico continuò fino al 1933. Nel 1934, il Mohammedan vinse il titolo nella sua stagione di debutto e divenne il primo club nativo a vincere la CFL.  Il club vinse il campionato sei volte su sette dal 1935 al 1941, con il 1939 come unica eccezione quando non partecipò e il Mohun Bagan se ne andò con il suo primo titolo di campionato quell'anno.

### Era post-indipendenza (1947-1970)
Negli anni successivi all'indipendenza furono introdotte molte altre leghe statali e vari club di altri stati salirono alla gloria, ma la CFL era ancora considerata una delle migliori leghe della nazione e fornì innumerevoli giovani talenti. Le partite di campionato si giocavano per lo più durante i monsoni e le partite che coinvolgevano i Big Three di Calcutta (Mohun Bagan, East Bengal e Mohammedan) attiravano regolarmente più di 30.000 spettatori. Dal 1934 al 1981 l'Eastern Railway fu l'unico club al di fuori dei Big Three a vincere il titolo nel 1958.
La CFL aveva una lunga storia di problemi con la folla e la fanfara crescente li esacerbò. La rivalità fuori dal campo in rapida crescita tra i rispettivi tifosi di Mohun Bagan e East Bengal vide uno dei giorni più bui del calcio indiano quando 16 tifosi persero la vita a causa di una calca e di rivolte durante un derby di Calcutta nella CFL il 16 agosto 1980 a Eden Gardens. Da allora il giorno è celebrato ogni anno come il Football Lover's Day.

### Anni di oscurità (anni '80-2000)
Negli anni '80 e '90 il campionato catturò l'attenzione di molti con la rivalità tra i due migliori tattici del calcio indiano, PK Banerjee e Amal Dutta, oltre alla rivalità decennale tra i Big Three.
A causa dell'aumento delle richieste finanziarie e della costante modernizzazione dello sport, la lega divenne dominata dai Big Three club mentre i club più piccoli faticavano a tenere il passo con la loro economia. La lega vide l'inizio di una grande caduta con l'introduzione della NFL (ora I-League). L'importanza delle competizioni regionali diminuì poiché tutti i migliori club dello stato gareggiavano per gli onori nazionali. Dalla fine del XX secolo il Mohammedan alla fine perse la sua roccaforte e il Mohun Bagan e l'East Bengal divennero le uniche squadre dominanti nella lega. Nel nuovo secolo, l'IFA ristrutturò la competizione in una competizione a sei livelli con il settimo livello, chiamato nursery league, riservato alle squadre sub-junior. Il livello superiore, la Premier Division, fu anche diviso in due gruppi in modo da includere più squadre.

### Rinascita (anni 2010-presente)
A partire dal 2010 l'East Bengal ha vinto un record di otto titoli consecutivi fino a quando i suoi acerrimi rivali Mohun Bagan hanno interrotto la serie nel 2018. Nel 2018, la popolarità del campionato ha avuto un'impennata improvvisa e ha registrato più di 15.000 spettatori anche in partite che coinvolgevano piccoli club. La maggior parte dei notiziari nei media locali ha riecheggiato il sentimento popolare: "La passione degli anni '70 è tornata ". Piccoli club come Peerless e George Telegraph hanno introdotto alcuni dei talenti stranieri che in seguito sono diventati grandi nomi nel paese.
Nel 2019 il Peerless si è aggiudicato l'onore ed è diventato la seconda squadra al di fuori dei Big Three dopo l'Eastern Railway a vincere il campionato dal 1958. Dall'indipendenza dell'India la CFL non è mai stata annullata fino al 2020, quando dopo un lungo ritardo dovuto alla pandemia di COVID-19 è stato deciso di annullare l'allora stagione CFL.

## Struttura
Con l'inizio della stagione 2023 i club sono stati ridistribuiti tra le prime sei divisioni e l'ultima divisione è stata riservata solo alle squadre giovanili.
| Calcutta Football League                 | Calcutta Football League                                                  |
| Livello                                  | Divisione                                                                 |
| ---------------------------------------- | ------------------------------------------------------------------------- |
| 1 (5 sulla piramide del calcio indiano)  | CFL Premier Division ↑promozione (I-League 3rd Division) ↓retrocessione 4 |
| 2 (6 sulla piramide del calcio indiano)  | CFL 1st Division ↑promozione 2 ↓retrocessione 2                           |
| 3 (7 sulla piramide del calcio indiano)  | CFL 2st Division ↑promozione 2 ↓retrocessione 2                           |
| 4 (8 sulla piramide del calcio indiano)  | CFL 3rd Division ↑promozione 2 ↓retrocessione 2                           |
| 5 (9 sulla piramide del calcio indiano)  | CFL 4th Division ↑promozione 2 ↓retrocessione 2                           |
| 6 (10 sulla piramide del calcio indiano) | CFL 5th Division Group A ↑promozione 2 ↓retrocessione 2                   |
| 7 (11 sulla piramide del calcio indiano) | CFL 5th Division Group B ↑promozione 2                                    |

A partire dal 2023, 26 squadre partecipano alla Premier Division, divise in due gironi allo stesso livello della piramide e competono in un girone all'italiana a gara unica. Le prime tre squadre di ogni girone da 13 si sfideranno in un torneo all'italiana a gara unica e le leader del girone saranno dichiarate campioni. Le prime due squadre, che non sono già nella ISL o nella I-League, vengono promosse alla I-League 3. Le ultime tre squadre di ogni girone da 13 squadre si sfidano anche in un torneo all'italiana a gara unica separato e le ultime quattro squadre vengono retrocesse in First Division.
A parte la Premier Division A, la maggior parte delle altre divisioni sono disputate da circa 20 squadre e il formato dei tornei nelle divisioni inferiori non è sempre lo stesso. Le squadre migliori nelle rispettive divisioni vengono promosse alla divisione superiore e le squadre in fondo vengono retrocesse a quella inferiore.
I club di maggior successo che partecipano al massimo livello della lega includono East Bengal, Mohun Bagan e Mohammedan. Tuttavia, dal 1982, la lega è stata vinta da East Bengal o Mohun Bagan fino al 2019, quando Peerless ha fatto la storia vincendo il suo primo titolo di campionato e diventando la prima squadra al di fuori dei Big Three di Calcutta a vincere il campionato dopo un intervallo di 61 anni da quando aveva vinto Eastern Railway.

## Sponsorizzazione
| Periodo       | Sponsor                    | Nome del torneo                               |
| ------------- | -------------------------- | --------------------------------------------- |
| 1898–2004     | Nessuno                    | Calcutta Football League                      |
| 2005–2014     | Sahara India               | Sahara Calcutta Premier League                |
| 2015–2020     | Officer's Choice           | Officer's Choice Blue Calcutta Premier League |
| 2021–2023     | Sister Nivedita University | SNU Calcutta Football League                  |
| 2024-presente | Shrachi Group              | Calcutta Football League                      |

## Albo d'oro

### Titoli per stagione

#### Era pre-indipendenza (1898-1947)
| Stagione | Campione                              | Note                                                   |
| -------- | ------------------------------------- | ------------------------------------------------------ |
| 1898     | Gloucestershire Regiment              |                                                        |
| 1899     | Calcutta                              |                                                        |
| 1900     | Royal Irish Rifles                    |                                                        |
| 1901     | Royal Irish Rifles                    |                                                        |
| 1902     | King's Own Scottish Borderers         |                                                        |
| 1903     | Sutherland Highlanders                |                                                        |
| 1904     | King's Own Regiment                   |                                                        |
| 1905     | King's Own Regiment                   |                                                        |
| 1906     | Highlander Light Infantry             |                                                        |
| 1907     | Calcutta                              |                                                        |
| 1908     | Gordon Light Infantry                 |                                                        |
| 1909     | Gordon Light Infantry                 |                                                        |
| 1910     | Dalhousie                             |                                                        |
| 1911     | 70th Company Royal Garrison Artillery |                                                        |
| 1912     | Black Watch                           |                                                        |
| 1913     | Black Watch                           |                                                        |
| 1914     | Argyllshire Highlanders               |                                                        |
| 1915     | 10th Middlesex Regiment               |                                                        |
| 1916     | Calcutta                              |                                                        |
| 1917     | Royal Lincolnshire Regiment           |                                                        |
| 1918     | Calcutta                              |                                                        |
| 1919     | 12th Special Service Battalion        |                                                        |
| 1920     | Calcutta                              |                                                        |
| 1921     | Dalhousie                             |                                                        |
| 1922     | Calcutta                              |                                                        |
| 1923     | Calcutta                              |                                                        |
| 1924     | Queen's Own Cameron Highlanders       |                                                        |
| 1925     | Calcutta                              |                                                        |
| 1926     | North Staffordshire Regiment          |                                                        |
| 1927     | North Staffordshire Regiment          |                                                        |
| 1928     | Dalhousie                             |                                                        |
| 1929     | Dalhousie                             |                                                        |
| 1930     | Nessuno                               | Annullato a causa del movimento nazionale Satyagraha   |
| 1931     | Durham Light Infantry                 |                                                        |
| 1932     | Durham Light Infantry                 |                                                        |
| 1933     | Durham Light Infantry                 |                                                        |
| 1934     | Mohammedan                            | Primo club totalmente indiano a vincere il campionato  |
| 1935     | Mohammedan                            |                                                        |
| 1936     | Mohammedan                            |                                                        |
| 1937     | Mohammedan                            |                                                        |
| 1938     | Mohammedan                            |                                                        |
| 1939     | Mohun Bagan                           |                                                        |
| 1940     | Mohammedan                            |                                                        |
| 1941     | Mohammedan                            |                                                        |
| 1942     | East Bengal                           |                                                        |
| 1943     | Mohun Bagan                           |                                                        |
| 1944     | Mohun Bagan                           |                                                        |
| 1945     | East Bengal                           |                                                        |
| 1946     | East Bengal                           |                                                        |
| 1947     | Nessuno                               | Annullato a causa del movimento d'indipendenza indiano |

#### Era post-indipendenza (1947-oggi)
| Stagione | Campione        | Note |
| -------- | --------------- | --- |
| 1948     | Mohammedan      | |
| 1949     | East Bengal     | |
| 1950     | East Bengal     | |
| 1951     | Mohun Bagan     | |
| 1952     | East Bengal     | |
| 1953     | Nessuno         | Abbandonato a metà stagione a causa delle rivolte a Calcutta                                                                                     |
| 1954     | Mohun Bagan     | |
| 1955     | Mohun Bagan     | |
| 1956     | Mohun Bagan     | |
| 1957     | Mohammedan      | |
| 1958     | Eastern Railway | [ 12 ] |
| 1959     | Mohun Bagan     | |
| 1960     | Mohun Bagan     | |
| 1961     | East Bengal     | |
| 1962     | Mohun Bagan     | |
| 1963     | Mohun Bagan     | |
| 1964     | Mohun Bagan     | |
| 1965     | Mohun Bagan     | |
| 1966     | East Bengal     | |
| 1967     | Mohammedan      | |
| 1968     | Nessuno         | Mohun Bagan aveva vinto il campionato ma a causa di un'ingiunzione dell'Alta Corte di Calcutta , il campionato fu dichiarato nullo e non valido. |
| 1969     | Mohun Bagan     | |
| 1970     | East Bengal     | |
| 1971     | East Bengal     | |
| 1972     | East Bengal     | L'East Bengal non ha subito gol nel torneo. |
| 1973     | East Bengal     | |
| 1974     | East Bengal     | |
| 1975     | East Bengal     | |
| 1976     | Mohun Bagan     | |
| 1977     | East Bengal     | L'East Bengal ha vinto ogni partita del torneo.                                                                                                  |
| 1978     | Mohun Bagan     | |
| 1979     | Mohun Bagan     | |
| 1980     | Nessuno         | Annullato a causa della calca e della rivolta a Eden Gardens il 16 agosto.                                                                       |
| 1981     | Mohammedan      | |
| 1982     | East Bengal     | |
| 1983     | Mohun Bagan     | |
| 1984     | Mohun Bagan     | [ 27 ] |
| 1985     | East Bengal     | [ 28 ] |
| 1986     | Mohun Bagan     | |
| 1987     | East Bengal     | |
| 1988     | East Bengal     | |
| 1989     | East Bengal     | |
| 1990     | Mohun Bagan     | |
| 1991     | East Bengal     | |
| 1992     | Mohun Bagan     | |
| 1993     | East Bengal     | |
| 1994     | Mohun Bagan     | |
| 1995     | East Bengal     | |
| 1996     | East Bengal     | |
| 1997     | Mohun Bagan     | |
| 1998     | East Bengal     | |
| 1999     | East Bengal     | |
| 2000     | East Bengal     | |
| 2001     | Mohun Bagan     | |
| 2002     | East Bengal     | |
| 2003     | East Bengal     | |
| 2004     | East Bengal     | |
| 2005     | Mohun Bagan     | |
| 2006     | East Bengal     | |
| 2007     | Mohun Bagan     | |
| 2008     | Mohun Bagan     | |
| 2009     | Mohun Bagan     | |
| 2010     | East Bengal     | |
| 2011     | East Bengal     | |
| 2012     | East Bengal     | |
| 2013     | East Bengal     | |
| 2014     | East Bengal     | |
| 2015     | East Bengal     | |
| 2016     | East Bengal     | |
| 2017     | East Bengal     | L'East Bengal ha vinto ogni partita del torneo.                                                                                                  |
| 2018     | Mohun Bagan     | |
| 2019     | Peerless        | |
| 2020     | Nessuno         | Annullato a causa della pandemia di COVID-19 in India.                                                                                           |
| 2021     | Mohammedan      | |
| 2022     | Mohammedan      | |
| 2023     | Mohammedan      | |
| 2024     | East Bengal     | |
| 2025     |                 | |

### Titoli per squadra
| Squadra                      | Titoli | Anni |
| ---------------------------- | ------ | --- |
| East Bengal                  | 40     | 1942, 1945, 1946, 1949, 1950, 1952, 1961, 1966, 1970, 1971, 1972, 1973, 1974, 1975, 1977, 1982, 1985, 1987, 1988, 1989, 1991, 1993, 1995, 1996, 1998, 1999, 2000, 2002, 2003, 2004, 2006, 2010, 2011, 2012, 2013, 2014, 2015, 2016, 2017, 2024 |
| Mohun Bagan                  | 30     | 1939, 1943, 1944, 1951, 1954, 1955, 1956, 1959, 1960, 1962, 1963, 1964, 1965, 1969, 1976, 1978, 1979, 1983, 1984, 1986, 1990, 1992, 1994, 1997, 2001, 2005, 2007, 2008, 2009, 2018                                                             |
| Mohammedan                   | 14     | 1934, 1935, 1936, 1937, 1938, 1940, 1941, 1948, 1957, 1967, 1981, 2021, 2022, 2023 |
| Calcutta                     | 8      | 1899, 1907, 1916, 1918, 1920, 1922, 1923, 1925 |
| Dalhousie                    | 4      | 1910, 1921, 1928, 1929 |
| Durham Light Infantry        | 3      | 1931, 1932, 1933 |
| Black Watch                  | 2      | 1912, 1913 |
| Gordon Light Infantry        | 2      | 1908, 1909 |
| King's Own Regiment          | 2      | 1904, 1905 |
| North Staffordshire Regiment | 2      | 1926, 1927 |
| Royal Irish Rifles           | 2      | 1900, 1901 |
| Peerless                     | 1      | 2019 |